# Halle Hazzard
Halle Hazzard (* 4. Februar 1999 in Commack, New York) ist eine grenadische Leichtathletin, die sich auf Sprint spezialisiert hat. Auch ihr Bruder Payton Hazzard war als Leichtathletin aktiv.

## Sportliche Laufbahn
Erste internationale Erfahrungen sammelte Halle Hazzard bei den CARIFTA-Games 2017 in Willemstad, bei denen sie in 11,67 s die Bronzemedaille im 100-Meter-Lauf in der U20-Altersklasse gewann und sich über 200 Meter in 24,15 s die Silbermedaille sicherte. 2018 begann sie ein Studium an der University of Virginia in den Vereinigten Staaten und im Jahr darauf gewann sie bei den U23-NACAC-Meisterschaften in Santiago de Querétaro in 11,20 s die Bronzemedaille über 100 Meter hinter den US-Amerikanerinnen Teahna Daniels und Twanisha Terry. Anschließend schied sie bei den Panamerikanischen Spielen in Lima mit 11,70 s und 24,03 s jeweils im Vorlauf über 100 und 200 Meter aus. 2021 siegte sie in 11,42 s über 100 Meter bei den U23-NACAC-Meisterschaften in San José und gewann zudem in 24,07 s die Silbermedaille im 200-Meter-Lauf hinter der Dominikanerin Fiordaliza Cofil. 2023 startete sie dank einer Wildcard über 100 Meter bei den Weltmeisterschaften in Budapest und schied dort mit 11,34 s in der ersten Runde aus. Ende Oktober verpasste sie bei den Panamerikanischen Spielen in Santiago de Chile mit 11,77 s den Finaleinzug. Im Jahr darauf nahm sie über 100 Meter an den Olympischen Sommerspielen in Paris teil und schied dort mit 11,70 s im Vorlauf aus. Zudem war sie Fahnenträgerin Grenadas während der Abschlussveranstaltung der Spiele.

## Persönliche Bestleistungen
- 100 Meter: 11,29 s (+1,5 m/s), 5. Juli 2019 in Santiago de Querétaro
  - 50 Meter (Halle): 6,86 s, 4. März 2017 in New York City (nationale Bestleistung)
  - 60 Meter (Halle): 7,23 s, 12. März 2021 in Fayetteville (grenadischer Rekord)
- 200 Meter: 23,68 s (+2,0 m/s), 20. April 2019 in Charlottesville
  - 200 Meter (Halle): 23,45 s, 25. Februar 2021 in Clemson